# گمشده (فیلم ۱۳۶۴)
گمشده فیلمی به کارگردانی مهدی صباغ‌زاده و نویسندگی فریدون جیرانی و مهدی صباغ‌زاده محصول سال ۱۳۶۴ است.
این فیلم با با بیش از دو میلیون و ۲۷۸ هزار تماشاگر، پرفروش‌ترین فیلم اکران شده سینمای ایران در سال ۱۳۶۵ بود.

## خلاصه داستان
اکرم پس از بگومگو با همسرش، مجید استواری، که صندوق دار بانک است خانه را به قهر ترک می‌کند. مجید بیست هزار تومان از موجودی صندوق کسر آورده و در راه بازگشت به خانه با اتومبیلی تصادف کرده است.
اکرم به خانه پدری می‌رود و ماجرا را وارونه تعریف می‌کند. پدرش عباس صفاریان در لحظه عروسی دختر دیگرش برای یافتن مجید خانه را ترک می‌کند؛ اما او را نمی‌یابد. مجید فرزندش سعید را برای تفریح به پارک برده است. سعید در پارک گم می‌شود. او برای پیدا کردن سعید از خانواده اکرم کمک می‌گیرد، در جریان یافتن سعید، اکرم که به خطای خود پی برده است با شوهر آشتی می‌کند. روز بعد وقتی مجید به محل کار خود می‌رود با مردی مواجه می‌شود که بیست هزار تومان را برای او پس آورده است.

## بازیگران
- فرامرز قریبیان
- افسانه بایگان
- جمشید مشایخی
- جعفر والی
- مهری ودادیان
- مظفر سلطانی
- حسین ملکی